# Alan Sharp
Alan Sharp (* 12. Januar 1934 in Alyth, Perth and Kinross, Schottland; † 8. Februar 2013 in Los Angeles, Kalifornien, USA) war ein britischer Schriftsteller und Drehbuchautor.

## Leben
Sharp wurde mit sechs Wochen von einer Familie adoptiert, die der Heilsarmee angehörte. In seinen ersten Erwerbsjahren, nach Schulabbruch mit vierzehn Jahren und vor und nach seinem Militärdienst von 1952 bis 1954 beim British National Service, arbeitete er in zahlreichen Berufen, so als Assistent eines Detektives, Englischlehrer, Bauarbeiter, Sicherheitsbeauftragter und für IBM. Während dieser Zeit schrieb er bereits. Schließlich ließ er sich in London nieder, wo 1963 ein erstes Drehbuch vom britischen Fernsehen verfilmt wurde.
Sein erster Roman A Green Tree in Gedde, der 1965 erschien, erhielt zwei Jahre später den Preis des Scottish Arts Council. Im gleichen Jahr erschien The Wind Shifts, ein drittes Werk blieb ein Entwurf, da Sharp nach Hollywood übersiedelte und sich dem Drehbuchschreiben zuwandte. Innerhalb weniger Jahre legte er dabei sechs Arbeiten vor, die von seinen Fähigkeiten zum „Erzählen komplexer Geschichten voller Verstrickungen und Schicksalsschläge“ zeugen und uramerikanische Charaktere und Themen in den Mittelpunkt stellen. Ab den 1980er Jahren schrieb Sharp meistenteils für das Fernsehen, allerdings mit weiteren erfolgreichen Abstechern zum Spielfilm. Sein einziger Versuch in Regieführung von 1985, Little Treasures, war dagegen weniger geglückt.
Sharp war vier Mal verheiratet und hatte sechs Kinder und zwei Stiefsöhne. Aus seiner Verbindung mit Schriftstellerkollegin Beryl Bainbridge entstammt die Schauspielerin Rudi Davies.

## Werke (Auswahl)
Bücher
- 1965: A Green Tree in Gedde (dt.: Tief unten in Demerara. Piper 1965)
- 1967: The Wind Shifts
- 1976: Night Moves (dt.: Wer sich in Gefahr begibt… Das Buch zum Film Die heiße Spur. ISBN 978-3-442-04663-8)

Drehbücher
- 1970: Der weite Ritt (The Hired Hand)
- 1971: Wen die Meute hetzt (The Last Run)
- 1972: Keine Gnade für Ulzana (Ulzana’s Raid)
- 1974: Begrabt die Wölfe in der Schlucht (Billy Two Hats)
- 1975: Die heiße Spur (Night Moves)
- 1977: Straße der Verdammnis (Damnation Alley)
- 1983: Das Osterman Weekend (The Osterman Weekend)
- 1984: Gulag 2 (Coming Out of the Ice) (Fernsehfilm)
- 1985: Staubige Dollars (A Little Treasure) (auch Regie)
- 1990: Sex Trap – Die Sexfalle (True Betrayal) (Fernsehfilm)
- 1991: Mission of the Shark – Lautlos kommt der Tod (Mission of the Shark) (Fernsehfilm)
- 1993: Der Auftragskiller (The Last Hit) (Fernsehfilm)
- 1994: Trügerische Liebe (Betrayed by Love) (Fernsehfilm)
- 1994: Rob Roy (Rob Roy)
- 2006: Avenger – Ein Mann im Fadenkreuz (Avenger) (Fernsehfilm)
- 2006: Nightmares & Dreamscapes: Nach den Geschichten von Stephen King (Nightmares & Dreamscapes: From the Stories of Stephen King) (eine Fernseh-Episode)
- 2008: Dean Spanley (Dean Spanley)
- 2010: Ben Hur (Ben-Hur) (Fernsehfilm)